# Amtsgericht Sankt Vith
Das Amtsgericht Sankt Vith war ein preußisches Amtsgericht mit Sitz in Sankt Vith.

## Geschichte
In Eupen bestand bis 1879 das Friedensgericht Sankt Vith als Eingangsgericht. Das königlich preußische Amtsgericht Sankt Vith wurde mit Wirkung zum 1. Oktober 1879 als eines von 16 Amtsgerichten im Bezirk des Landgerichtes Aachen im Bezirk des Oberlandesgerichtes Köln gebildet. Der Sitz des Gerichts war Eupen.
Sein Gerichtsbezirk umfasste aus dem Kreis Malmedy die Bürgermeistereien Amel, Crombach, Lommersweiler, Manderfeld, Meyerode, Reuland, Schönberg und Sankt Vith sowie die Bürgermeisterei Recht ohne die Ortschaften Ligneuville und Pont.
Am Gericht bestand 1880 eine Richterstelle. Das Amtsgericht war damit ein kleines Amtsgericht im Landgerichtsbezirk.
Aufgrund des Versailler Vertrags wurde das deutschsprachige Eupen-Malmedy 1919 an Belgien abgetreten. Das Amtsgericht Sankt Vith musste seine Arbeit einstellen und ein belgisches Friedensgericht Sankt Vith übernahm seine Aufgaben.
Im Zweiten Weltkrieg wurde Belgien besetzt und Eupen-Malmedy am 18. Mai 1940 zurück in das Deutsche Reich eingegliedert. Durch Verordnung vom 29. Juli 1940 wurden das Amtsgericht Sankt Vith wieder errichtet und erneut dem Landgericht Aachen zugeordnet. 1945 endete die deutsche Herrschaft in Eupen-Malmedy und das Amtsgericht Sankt Vith stellte seine Arbeit ein.